# Salomea Karsznicka
Salomea Karsznicka (Karśnicka, Karsnicka) z domu Bal – szlachcianka polska, córka Antoniego Bala i Teresy z Rupniewskich. Często w literaturze można spotkać się z błędną informacją, że była córką Ignacego Bala, brata Antoniego.

## Życiorys
Zaślubiona Stanisławowi Grzegorzowi Józefowi Karśnickiemu herbu Leliwa, synowi Józefa, podkomorzego halickiego i cześnika owruckiego i jego drugiej żony Teresy Pilawskiej, podkomorzemu halickiemu i rotmistrzowi chorągwi pancernej. Po śmierci stryja Ignacego, weszła w spór o dobra baligrodzkie z wdową po nim Barbarą z Andrassych, 2-o voto żoną hrabiego Jana Pothayma z Węgier. Wskutek długoletniego procesu sądowego Barbara zrzekła się pretensji do dóbr baligrodzkich w zamian za odszkodowanie pieniężne. Dobra te przejęła po wyroku sądowym Salomea. Salomea zarządzała majątkiem (nawet po śmierci męża) do ok. 1770 r. Na jej dobra w ziemi sanockiej składały się przynajmniej następujące miejscowości: Baligród, Bystre, Jabłonki, Rybne, Stężnica, Wołkowyja, Zawóz oraz klucz terczański (prawdopodobnie Bukowie, Polanki i Terka). Natomiast w ziemi przemyskiej wiemy o dwóch wsiach należących do Karsznickiej - Bratkowicach i Ostrowie. Salomea przez pewien czas dzierżawiła również należącą do Przemyśla wieś Kruhel. W latach 1756–1762 doszło do szeregu procesów rodziny Karsznickich (Salomei, Stanisława i ich synów) z przemyskim magistratem o prawo do użytkowania tej osady.
W niektórych publikacjach mylnie podaje się, że na Salomei zakończył się ród Balów. Podkomorzyna halicka była jedynie ostatnio przedstawicielką odnogi tej rodziny, która dziedziczyła Baligród. Ze Stanisławem Karśnickim miała trzech synów: Antoniego, Ignacego oraz Piotra, którzy po śmierci matki podzielili się majątkiem.

## Literatura
- Łukasz Bajda, Balowie. Z bieszczadzkich lasów na salony Krakowa i Lwowa, Rzeszów 2011